# Heti Diefenhardt
Heti Diefenhardt (* 5. März 1920 in Frankfurt am Main; † 6. Februar 2017 in Hannover) war eine deutsche Malerin, Bildwirkerin und Designerin.

## Leben
Die zu Beginn der Weimarer Republik geborene Heti Diefenhardt durchlief nach ihrem Schulbesuch von 1938 bis hinein in den Zweiten Weltkrieg im Jahr 1942 an ihrem Geburtsort im Städelschen Kunstinstitut eine Ausbildung zur Designerin. In der Folge besuchte sie die Modeschule der Stadt Frankfurt am Main, die Fachkunstschule in Hannover sowie die Akademie der bildenden Künste in Wien und schloss mit dem Examen.
Zu den Arbeiten Diefenhardts zählten Entwürfe und Anfertigungen von Wandbehängen insbesondere für Kirchen und Klöster sowie für den privaten Bereich. Daneben fertigte sie Stickereien für verschiedene Anwendungsgebiete.
Anfang der 1950er Jahre arbeitete Diefenhardt für die in Bramsche produzierende Tapetenfabrik Gebr. Rasch. Bereits zu jener Zeit war sie als Künstlerin im Internationalen Kunst-Adressbuch von 1954 unter der Adresse am Fasanenkrug in Hannover, Varrelheide 6 verzeichnet.
Als Malerin und Designerin lieferte Diefenhardt neben Arbeiten für Tapeten auch Entwürfe für Stoffe und Tücher, für Porzellan sowie den modischen Bereich.
1979 unterhielt Diefenhardt Wohnung und Atelier unter der Adresse Varrelheide 6 in Hannover.
Heti Diefenhardt wurde am 14. Februar 2017 auf dem Stadtteilfriedhof Bothfeld in Hannover bestattet.

## Ausstellungen
Werke Diefenhardts wurden unter anderem auf Ausstellungen in Hannover und München gezeigt.

## Bekannte Werke

### Schriften
- Die Malerin – Gärten als ständige Quelle der Kunst, in: Rosenjahrbuch 1981, Hrsg.: Gesellschaft Deutscher Rosenfreunde, Baden-Baden: Aquensis, 1981, S. 192

### Bildhafte Arbeiten
Werke Diefenhardts finden sich beispielsweise
- in der Sammlung des Deutschen Tapetenmuseums, Inventar Nummer NNMB: „Dessins o. T.“, in: Tapetenfabrik Gebr. Rasch GmbH & Co. KG, Musterbuch „Rasch Künstler Tapeten 1954. Mit einem Anhang Bauhaus Tapeten und Rasch Kleinmuster“, Bramsche, 1954